# Рођендан мале Мире
„Рођендан мале Мире” је југословенски ТВ филм из 1972. године. Режирао га је Ванча Кљаковић а сценарио је написао Звонимир Мајдак.

## Улоге
| Глумац                 | Улога |
| ---------------------- | ----- |
| Зденка Анушић          |       |
| Славица Божић          |       |
| Емил Кутијаро          |       |
| Раде Шербеџија         |       |
| Семка Соколовић Берток |       |
| Јелица Влајки          |       |
| Крешимир Зидарић       |       |